# Панфиловка (приток Чичкаюла)
Панфиловка — река в Томской области России, левый приток Чичкаюла. Устье реки находится в 191 км от устья Чичкаюла по левому берегу. Протяжённость реки 31 км. Высота устья 108 м.

## Притоки
- 1 км: Дементьевка (пр)
- 7 км: Киселевка (лв)

## Данные водного реестра
По данным государственного водного реестра России относится к Верхнеобскому бассейновому округу, водохозяйственный участок реки — Чулым от водомерного поста села Зырянское до устья, речной подбассейн реки — Чулым. Речной бассейн реки — (Верхняя) Обь до впадения Иртыша.
Код водного объекта — 13010400312115200021674.